# Chihayafuru Part 2
Chihayafuru Part 2 (ちはやふる下の句) è un film del 2016 scritto e diretto da Norihiro Koizumi, sequel del film Chihayafuru Part 1. È interpretato da Suzu Hirose, Shūhei Nomura, Mackenyu, Kamishiraishi, Yūma Yamoto, Yūki Morinaga, Hiroya Shimizu, Miyuki Matsuda e Jun Kunimura. È il secondo di tre adattamenti cinematografici live action della serie manga Chihayafuru - Il gioco di Chihaya, scritto e illustrato da Yuki Suetsugu. Il film è stato distribuito in Giappone dalla Toho il 29 aprile 2016. Chihayafuru Part 3, il terzo e ultimo film della serie, è uscito in Giappone il 17 marzo 2018.

## Personaggi
- Chihaya Ayase interpretata da Suzu Hirose
- Taichi Mashima interpretato da Shūhei Nomura
- Arata Wataya interpretato da Mackenyu
- Kanade Ōe interpretata da Mone Kamishiraishi
- Yūsei Nishida interpretato da Yūma Yamoto
- Tsutomu Komano interpretato da Yūki Morinaga
- Akihito Sudō interpretato da Hiroya Shimizu
- Shinobu Wakamiya interpretato da Mayu Matsuoka
- Taeko Miyauchi interpretato da Miyuki Matsuda
- Harada Hideo interpretato da Jun Kunimura
- Hiro Kinashi interpretato da Ryōtarō Sakaguchi
- Chitose Ayase interpretata da Alice Hirose
- Hajime Wataya interpretato da Masane Tsukayama

## Produzione
Il film è stato girato presso il Santuario di Omi, nella prefettura di Shiga. La sigla dei due film è "FLASH" del gruppo giapponese Perfume. Le colonne sonore originali sono composte da Masaru Yokoyama.

## Accoglienza

### Incassi
Il film ha incassato 1,22 miliardi di yen in Giappone.

## Distribuzione
La data di uscita del film è stata annunciata nel dicembre 2015 per il 29 aprile 2016.

## Sequel
Un sequel è stato annunciato alla premiere del film. Questo terzo e ultimo film, intitolato Chihayafuru Part 3, è uscito il 17 marzo 2018. Koizumi è tornato come regista e il cast principale ha ripreso i loro ruoli. La conclusione della storia, ambientata due anni dopo gli eventi dei primi due film, presenta quattro nuovi membri del cast, tra cui Kaya Kiyohara che interpreta Io Wagatsuma, un personaggio scritto esclusivamente per il film. Kento Kaku appare nel ruolo di Hisashi Suō, Hayato Sano nel ruolo di Akihiro Tsukuba e Mio Yūki nel ruolo di Sumire Hanano.